# 2,3-ブタンジオール
2,3-ブタンジオール（2,3-Butanediol）は、ブタンジオールの4つの異性体のうちの1つである。消防法に定める第4類危険物 第3石油類に該当する。
(2R,3R)の異性体は様々な微生物が生産する。またココアバターやヘンルーダの根にも含まれている。ガスクロマトグラフィーでは有機化合物の溶媒として用いられている。 